# 神田富山町
神田富山町（かんだとみやまちょう）は、東京都千代田区の町名。「丁目」の設定のない単独町名である。住居表示は未実施。

## 地理
千代田区の北東部に位置し、神田地域。町域北部と東部は神田東松下町に接する。南部は神田紺屋町（2町域に分かれた内の北部）に接する。西部は鍛冶町に接する。神田富山町は神田駅東口に当たる商業地の一角で、オフィスビルや商店が多く見られる。また、町域内を東西に神田平成通りが横断している。

## 歴史
江戸時代初期は武家地だった。1713年（正徳3年）芝増上寺涅槃門前の切通坂を拡幅し火除地とするため富山町・永井町の一部が召し上げられた際、この地が代地として与えられ、神田富山町一・二丁目および神田永井町が起立した。江戸期にはこの地は神田富山町一・二丁目、神田三島町・神田永井町・神田岸町などの町域が入り乱れており、1869年（明治2年）北部が神田東松下町に編入され、残りの北側が神田富山町、南側が神田永井町として整理されるも、1872年（明治5年）結局神田永井町が神田富山町に編入され、現在の町域となった。1911年（明治44年）神田の冠称を外したが、1947年（昭和22年）神田区が千代田区に合併した際冠称を復した。

## 世帯数と人口
2025年（令和7年）3月1日現在（千代田区発表）の世帯数と人口は以下の通りである。
- 世帯数 : 111世帯
- 人口 : 154人

### 人口の変遷
国勢調査による人口の推移。
| 年                 | 人口 |
| ------------------ | ---- |
| 1995年（平成7年）  | 95   |
| 2000年（平成12年） | 87   |
| 2005年（平成17年） | 70   |
| 2010年（平成22年） | 64   |
| 2015年（平成27年） | 113  |
| 2020年（令和2年）  | 144  |

### 世帯数の変遷
国勢調査による世帯数の推移。
| 年                 | 世帯数 |
| ------------------ | ------ |
| 1995年（平成7年）  | 31     |
| 2000年（平成12年） | 39     |
| 2005年（平成17年） | 37     |
| 2010年（平成22年） | 33     |
| 2015年（平成27年） | 69     |
| 2020年（令和2年）  | 95     |

## 学区
区立小・中学校に通う場合、学区は以下の通りとなる（2017年8月現在）。なお、千代田区の中学校では学校選択制度を導入しており、区内全域から選択することが可能。
- 区域 : 全域
  - 小学校 : 千代田区立千代田小学校
  - 中学校 : 千代田区立麹町中学校 または 千代田区立神田一橋中学校

## 交通
町域内に鉄道駅はないが、町域西部方面では神田駅が、北部方面は都営新宿線・岩本町駅が、それぞれ至近にある。

## 事業所
2021年（令和3年）現在の経済センサス調査による事業所数と従業員数は以下の通りである。
- 事業所数 : 123事業所
- 従業員数 : 1,248人

### 事業者数の変遷
経済センサスによる事業所数の推移。
| 年                 | 事業者数 |
| ------------------ | -------- |
| 2016年（平成28年） | 116      |
| 2021年（令和3年）  | 123      |

### 従業員数の変遷
経済センサスによる従業員数の推移。
| 年                 | 従業員数 |
| ------------------ | -------- |
| 2016年（平成28年） | 1,410    |
| 2021年（令和3年）  | 1,248    |

## 施設
- コクゴ
- 山谷産業
- 東日本銀行神田支店
- オリンピックイン神田

## その他

### 日本郵便
- 郵便番号 : 101-0043[4]（集配局 : 神田郵便局[16]）。